# Pachrophylla varians
Pachrophylla varians là một loài bướm đêm trong họ Geometridae.